# Parectatosoma mocquerysi
Parectatosoma mocquerysi är en insektsart som beskrevs av Finot 1898. Parectatosoma mocquerysi ingår i släktet Parectatosoma och familjen Anisacanthidae. Inga underarter finns listade i Catalogue of Life.